# Circondario di Merano
Il circondario di Merano era uno dei circondari in cui era suddivisa la provincia di Trento.

## Storia
Il circondario venne istituito con il regio decreto 21 gennaio 1923, n. 93 contemporaneamente alla Provincia di Trento in seguito alla riorganizzazione amministrativa dei territori annessi al Regno d'Italia con il Trattato di Saint-Germain.
Si estendeva sul territorio dei distretti giudiziari di Lana, Merano, Passiria, Glorenza e Silandro.
Il circondario di Merano venne soppresso nel 1927 come tutti i circondari italiani. Il territorio circondariale divenne parte della nuova provincia di Bolzano.

## Suddivisione
Il circondario fu suddiviso in mandamenti giudiziari dal maggio 1923:
- mandamento di Lana:
  - comuni di Andriano, Cermes, Foiana (Völlan), Lana, Nalles, Tesimo, Ultimo;
- mandamento di Merano:
  - comuni di Avelengo (Hafling), Caines, Corvara in Passiria (Rabenstein), Gargazzone, Lagundo (Algund), Maia Alta (Obermais), Maia Bassa (Untermais), Marlengo, Merano, Moso, Naturno, Parcines, Plata, Plaus, Postal (Burgstall), Quarazze (Gratsch), Rifiano, San Leonardo, San Martino, Scena, Tirolo, Verano;
- mandamento di Glorenza:
  - comuni di Burgusio, Clusio (Schleis), Curon (Graun), Glorenza (Glurns), Laudes (Laatsch), Malles, Mazia (Maichs), Montechiaro (Lichtenberg), Planol, Prato in Venosta, Resia, San Valentino alla Muta, Slingia (Schlinig), Sluderno (Schluderns), Stelvio, Tarces, Tubre (Taufers), Vallelunga (Langtaufers);
- mandamento di Silandro:
  - comuni di Alliz, Castelbello, Cengles, Ciardes, Coldrano, Colsano, Corzes, Covelano (Göflan), Laces, Lacinigo, Lasa, Martello, Monte di Mezzodì (Sonnenberg), Monte di Tramontana (Nördersberg), Montefontana (Tannberg), Morter, Oris, San Martino al Monte, Senales, Silandro, Stava, Tablà, Tanas, Tarres, Vezzano.

Con il regio decreto 15 luglio 1923, n. 1728 il mandamento di Lana è stato aggregato a quello di Merano per le funzioni amministrative ed elettorali, gli altri mandamenti restarono invariati anche per le funzioni amministrative.